# Ctenota halophila
Ctenota halophila là một loài ruồi trong họ Asilidae. Ctenota halophila được Lehr miêu tả năm 1964. Loài này phân bố ở vùng Cổ Bắc giới.